# Aqraba, Syria
Aqraba (tiếng Ả Rập: عقربا; phiên âm: Aqrabāʾ, cũng đánh vần là Akraba hoặc Aqrabah) là một ngôi làng ở miền nam Syria, một phần hành chính của quận al-Sanamayn của Tỉnh Daraa. Trong cuộc điều tra dân số năm 2004 của Cục Thống kê Trung ương (CBS), Aqraba có dân số 4.413.

## Địa lý
Aqraba nằm ở khu vực Jaydur của vùng Hauran và ngay phía đông của Cao nguyên Golan. Nó nằm cách Damascus 50 km về phía tây nam, cách Jasim 15 km về phía bắc, 4 km về phía bắc của al-Harra và Tel al-Hara và 10 km về phía đông nam của Kafr Shams. Những nơi gần đó bao gồm Naba al-Sakher ở phía đông, Masharah ở phía đông bắc, al-Mal và al-Tiha ở phía bắc và Kafr Nasij ở phía đông bắc.

## Lịch sử
Vào thế kỷ thứ 6, Aqraba từng là nơi cư ngụ của các hoàng tử Ả Rập Ghassanid, người cai trị các tỉnh Ả Rập và Palaestina Secunda thay mặt cho Đế quốc Byzantine. Một dòng chữ trong làng đề cập đến một " Numān " nào đó, có lẽ ám chỉ một hoàng tử Ghassanid của tên đó. Các nhà thơ Ả Rập thế kỷ thứ 6 al-Nabigha và Hassan ibn Thabit đều đề cập đến sự hiện diện của Ghassanid ở Aqraba. Ngôi làng có hai tu viện có niên đại từ thời Ghassanid. Ngôi làng này sau đó được đề cập bởi nhà địa lý người Syria thế kỷ 13 Yaqut al-Hamawi,, người đã lưu ý rằng nó thuộc về quận Jawlan của Damascus và rằng "các vị vua Ghassanid cư ngụ ở đây".

### Thời đại Ottoman
Năm 1596 Aqraba xuất hiện trong sổ đăng ký thuế của Ottoman, nằm ở nahiya của Jaydur, một phần của Hauran Sanjak. Nó có một dân số hoàn toàn Hồi giáo bao gồm 27 hộ gia đình và 13 cử nhân. Họ đã trả mức thuế cố định 25% cho các sản phẩm nông nghiệp, chủ yếu là lúa mì, nhưng cũng có một số đối với lúa mạch và vụ mùa hè; ngoài các khoản thu thường xuyên; tổng cộng 16.600 akçe.